# St. Vitus (Frickenhausen)

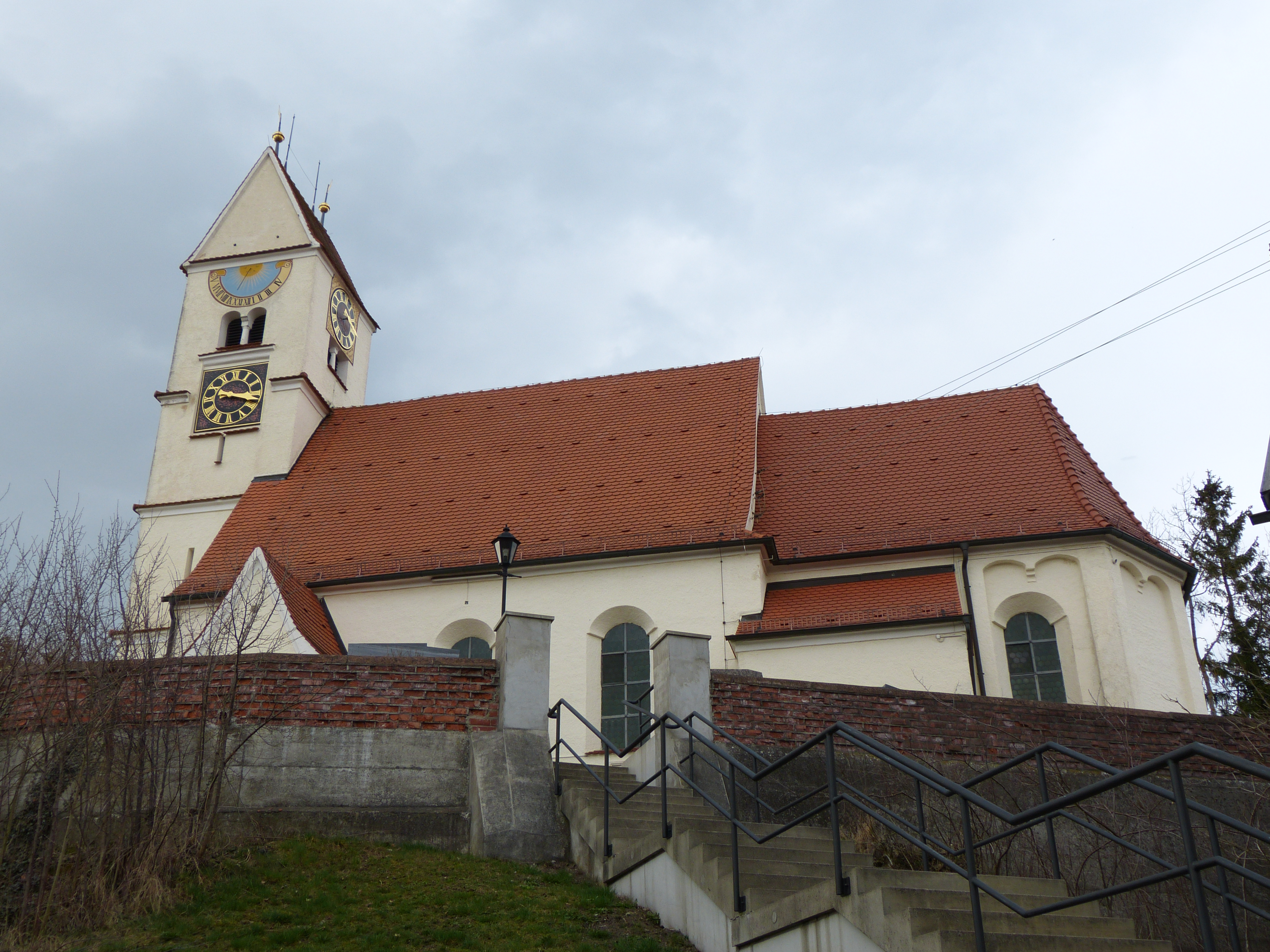
St. Vitus in Frickenhausen

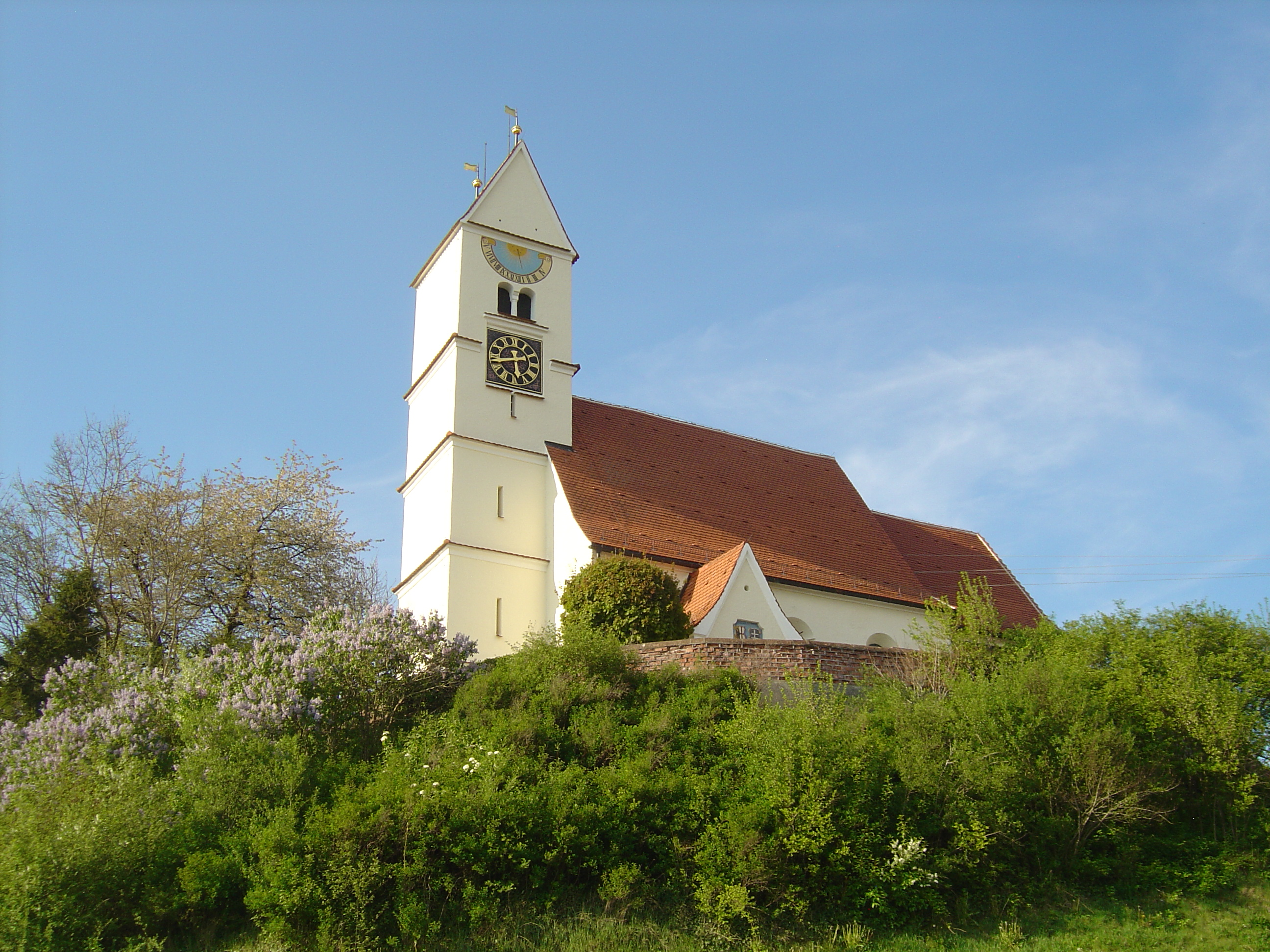
Ev. Pfarrkirche St. Vitus Frickenhausen (Unterallgäu)

Die evangelisch-lutherische Kirche St. Vitus befindet sich in Frickenhausen, einem Ortsteil von Lauben im Landkreis Unterallgäu in Bayern. Die Kirche steht unter Denkmalschutz.

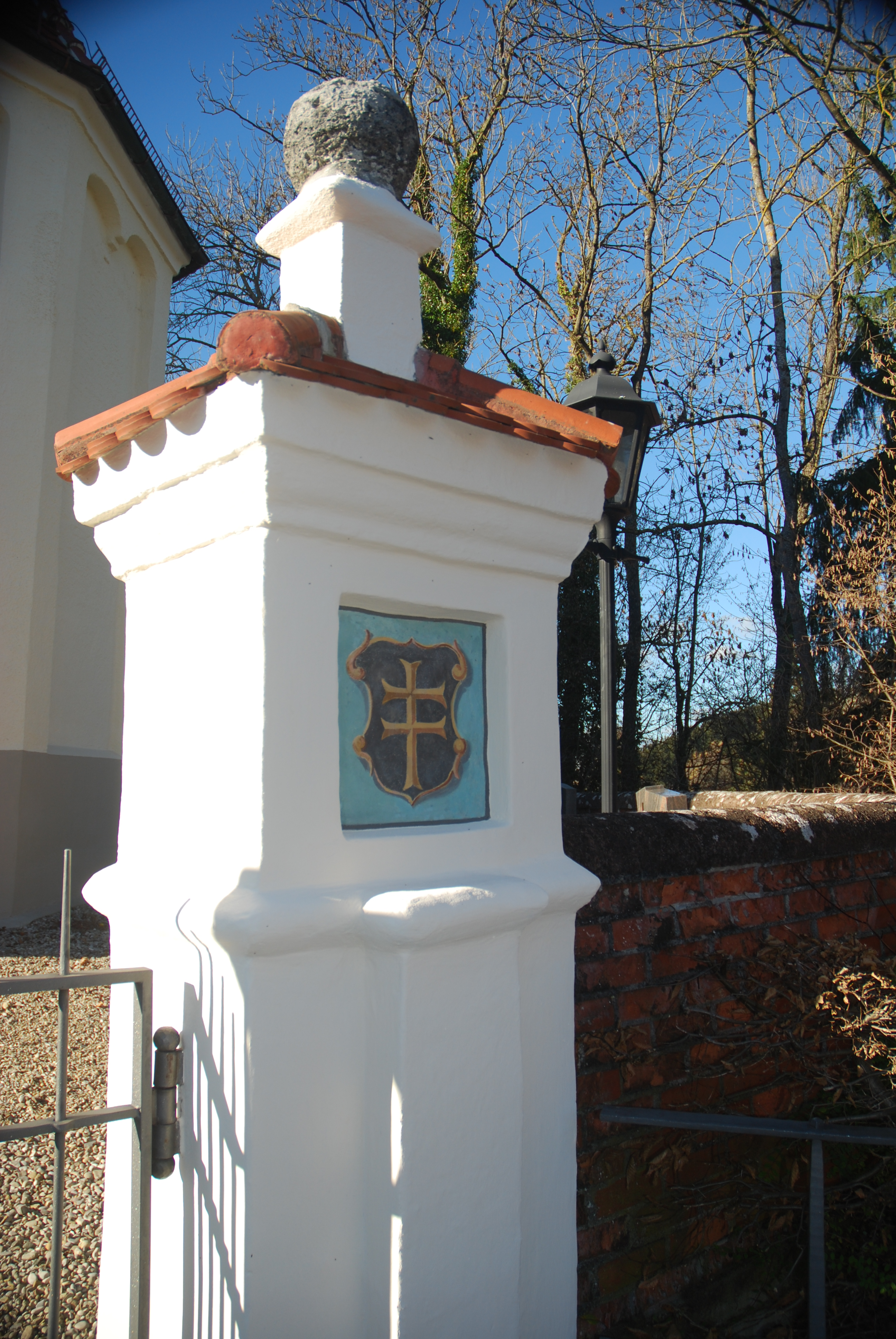
Rechter Friedhofstorpfeiler Frickenhausen (Unterallgäu) mit dem Wappen der Unterhospitalstiftung

## Geschichte
Der älteste Teil der Kirche, der Chor und das Langhaus, gehen auf das Jahr 1460/70 zurück. Am Turmgiebel war ursprünglich die Inschrift 1570 angebracht. Diese bezog sich vermutlich nur auf den Turmneubau. Im Jahr 1730 fand eine Umgestaltung des Innenraumes statt. Aus dieser Zeit stammt auch der Anbau der Vorhalle auf der Südseite. Die Kirche wurde auf einem steilen Burgstallhügel westlich des Ortes errichtet.

## Baubeschreibung

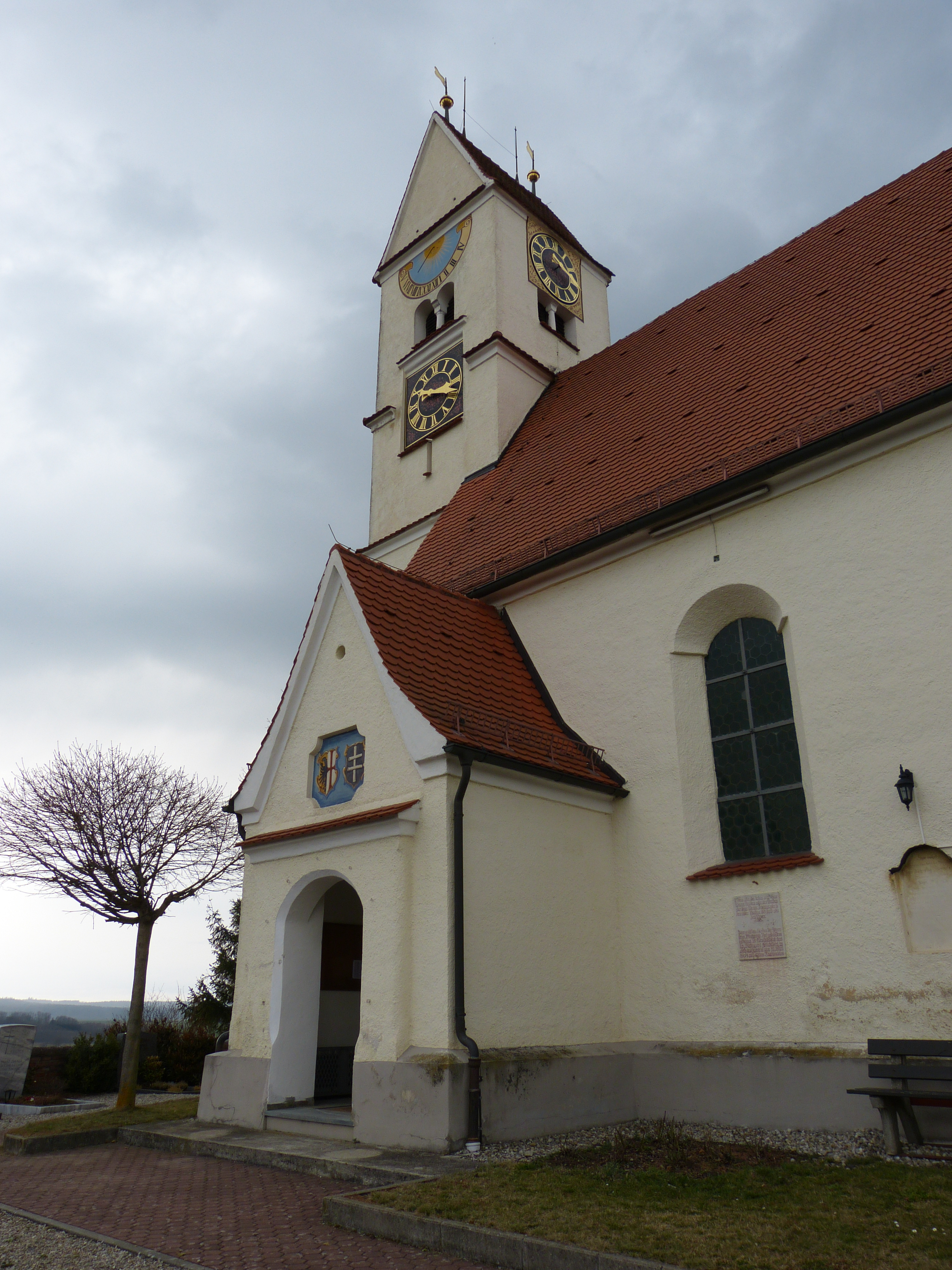
Kirchturm und Vorhalle von St. Vitus in Frickenhausen

Das Langhaus besteht aus drei Fensterachsen und ist mit einer Flachdecke versehen. Die Fenster besitzen abgesetzte Rundbogen, querovale Fenster befinden sich an der westlichen Achse. An das Langhaus schließt sich der eingezogene Chor mit 3/8 Schluss an. Der Chor enthält ein Tonnengewölbe mit Stichkappen. Außen ist der Chor mit Ecklisenen versehen. Unter der Traufe des Chores befindet sich ein Stichbogenfries auf Konsolen. Ursprünglich war der Chorbogen spitz, wurde jedoch im 18. Jahrhundert ausgerundet. Das korbbogige Sakristeiportal befindet sich an der Südseite des Chores. In der Kirche befindet sich an der Westseite eine Empore mit geschwungenem Mittelteil. Der Kirchturm befindet sich ebenfalls an der Westseite und ist mit einem Satteldach gedeckt. Dieser besteht aus fünf Geschossen und ist durch kräftige Gesimse geteilt. Gekoppelte Klangarkaden befinden sich an der Südseite des Obergeschosses. Eine Vorhalle mit Satteldach befindet sich an der Südseite der Kirche. Der korbbogige Eingang in leichtem Risalit. Im Inneren der Vorhalle befindet sich ein Kreuzgratgewölbe. Die Sakristei ist ein längsrechteckiger Anbau und stammt wohl aus dem 18. Jahrhundert. Diese befindet sich auf der Südseite und ist mit einem Pultdach gedeckt.

## Ausstattung
In der Kirche befinden sich mehrere Deckengemälde und Wandmalereien. Diese stammen alle aus der Zeit um 1730. Die Chorschlusswand zieren zwei Putten mit Wappenkartuschen. Das Chorgewölbe zeigt das Ostermahl der Juden. An der Decke des Langhauses befindet sich im Hauptfeld die Darstellung der Himmelfahrt Christi. Dieses Gemälde ist mit Johannes Güetler, Stifter, 1730 bezeichnet. Die ovalen Eckfelder des Langhauses zeigen die Kreuzigung, Grablegung und Auferstehung Christi. Ebenso ist die Ausgießung des Heiligen Geistes dargestellt. Der Giebel der Vorhalle enthält das Wappen der Stadt Memmingen, sowie das Wappen des Memminger Unterhospitales. Die Wappen sind mit 1730 bezeichnet.
Der Stuck innerhalb der Kirche stammt aus der Zeit von 1730. An den Graten des Chorgewölbes befinden sich Blattgirlanden. Diese sind mit Bandelwerk und Puttenköpfen verziert. Eine Kartusche mit Inschrift über die Renovierung 1730 und 1911 befindet sich über dem Chorbogen. In dieser Kartusche befinden sich auch die Wappen der Stadt Memmingen und des Unterhospitals.
Das Taufbecken ist aus marmoriertem Holz gefertigt und wurde in der ersten Hälfte des 18. Jahrhunderts geschaffen. Als bekrönende Figur ist Johannes der Täufer dargestellt. Die Kanzel stammt aus der Zeit um 1730. Sie ist ein weiß und gold gefasster Holzaufbau. Auf dem geschweiften Unterteil befindet sich der Korb mit zwei geschwungenen Seiten. Der Korb ist durch Volutenvorlagen gegliedert. In den Feldern sind auf Gemälden die Allegorie der Erlösung durch Christus, Luther mit Zeugen des Alten und Neuen Testaments und die Beschneidung Christi abgebildet. Die Unterseite des Schalldeckels zeigt eine Malerei mit der Darstellung der Berufung des Jesaia.
Das Chorgestühl ist wie die Kirchenbank und das Stallengestühl aus Nadelholz gefertigt und stammt aus der Zeit des 17. oder 18. Jahrhunderts. Das Laiengestühl stammt aus dem 17. Jahrhundert und besitzt geschwungene Wangen mit gerahmenten Feldern.
In der Kirche befinden sich mehrere Leinwandbilder an der Emporenbrüstung. Diese, vom Anfang des 18. Jahrhunderts stammenden Bilder, zeigen die Verkündigung, die Anbetung der Hirten, die Taufe Christi und das Abendmahl. Des Weiteren befindet sich in der Kirche die moderne Nachbildung eines Gemäldes mit der Darstellung eines Bildnisses des Pfarrers Tobias Hermann († 1609). Ebenso das Bildnis des Pfarrers Adam Prummer († 1609) und ein Bildnis des Samuel von Wachter, von Elias Friedrich Küchlin vom Anfang des 19. Jahrhunderts. Aus der gleichen Zeit und aus der gleichen Hand stammt das Bildnis von Johann Rehm. Im Chor ist die Einschmelzung des Goldes zum Guss des Kalbes, sowie der Tanz um das goldene Kalb abgebildet.
In der Kirche befindet sich auf Solnhofener Plattenkalk eine Gedenktafel für die Vermissten der Jahre 1805–1815. Die Gedenktafel ist mit Reich Sth. bezeichnet. An der Außenseite der Kirche befinden sich zwei Pfarrergrabsteine von 1789 und 1836. Diese sind ebenfalls aus Solnhofener Plattenkalk gefertigt.
Der neubarocke Altar im Chor der Kirche stammt von 1893 und wurde vom Memminger Altarbauer und Kunstschreiner Leonhard Vogt geschaffen. Er ist aus Eichenholz gefertigt und farblich gefasst. Im Zentrum des Retabels befindet sich der gekreuzigte Jesus Christus. Dieser wird vom hl. Petrus (links) und vom hl. Paulus (rechts) in den Altarflügeln flankiert. Hinter dem Kruzifix befindet sich ein vergoldetes Relief mit einer Darstellung des himmlischen Jerusalems.